# Diana Scultori

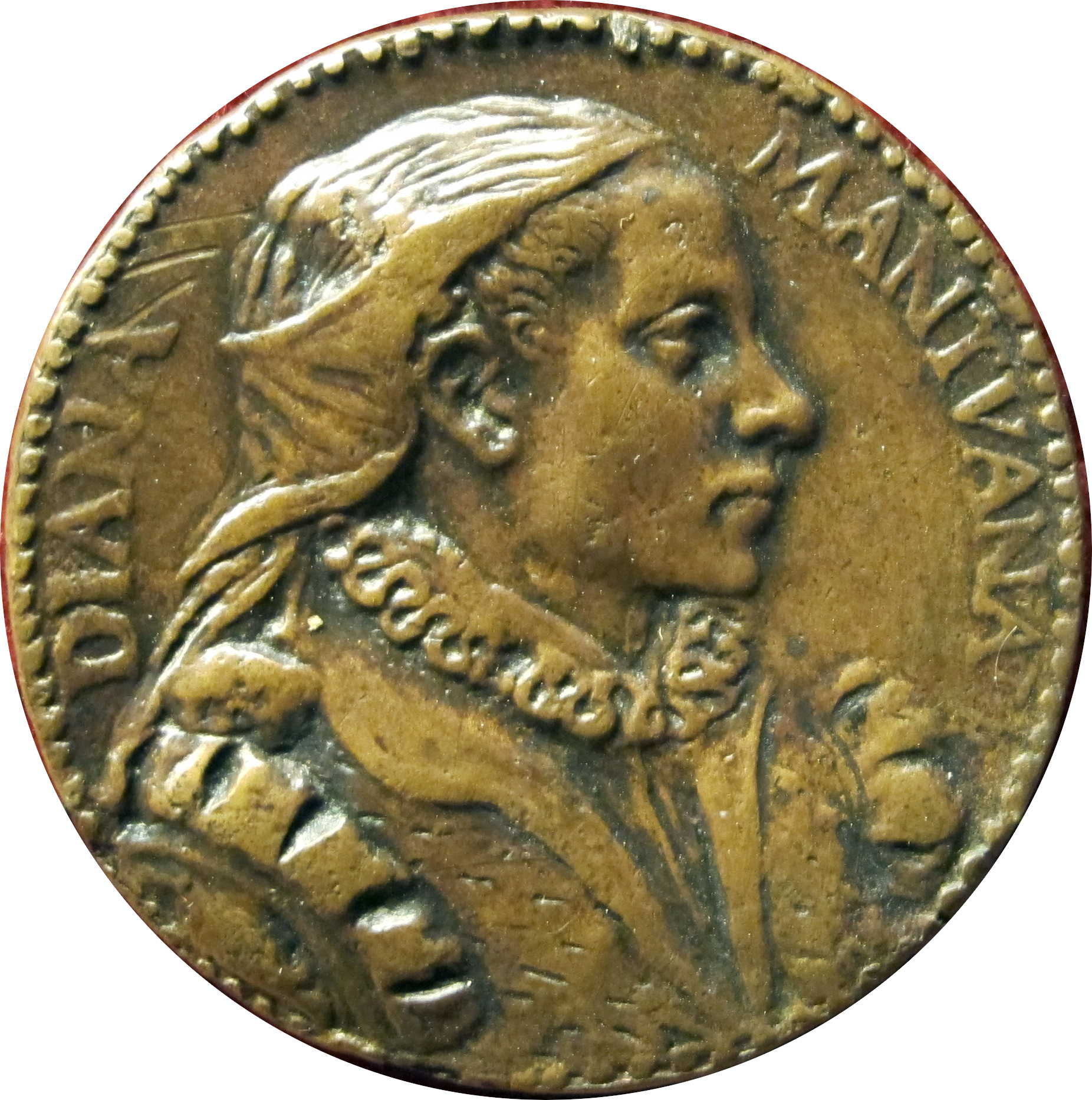
Medaille mit Porträt von Diana Scultori

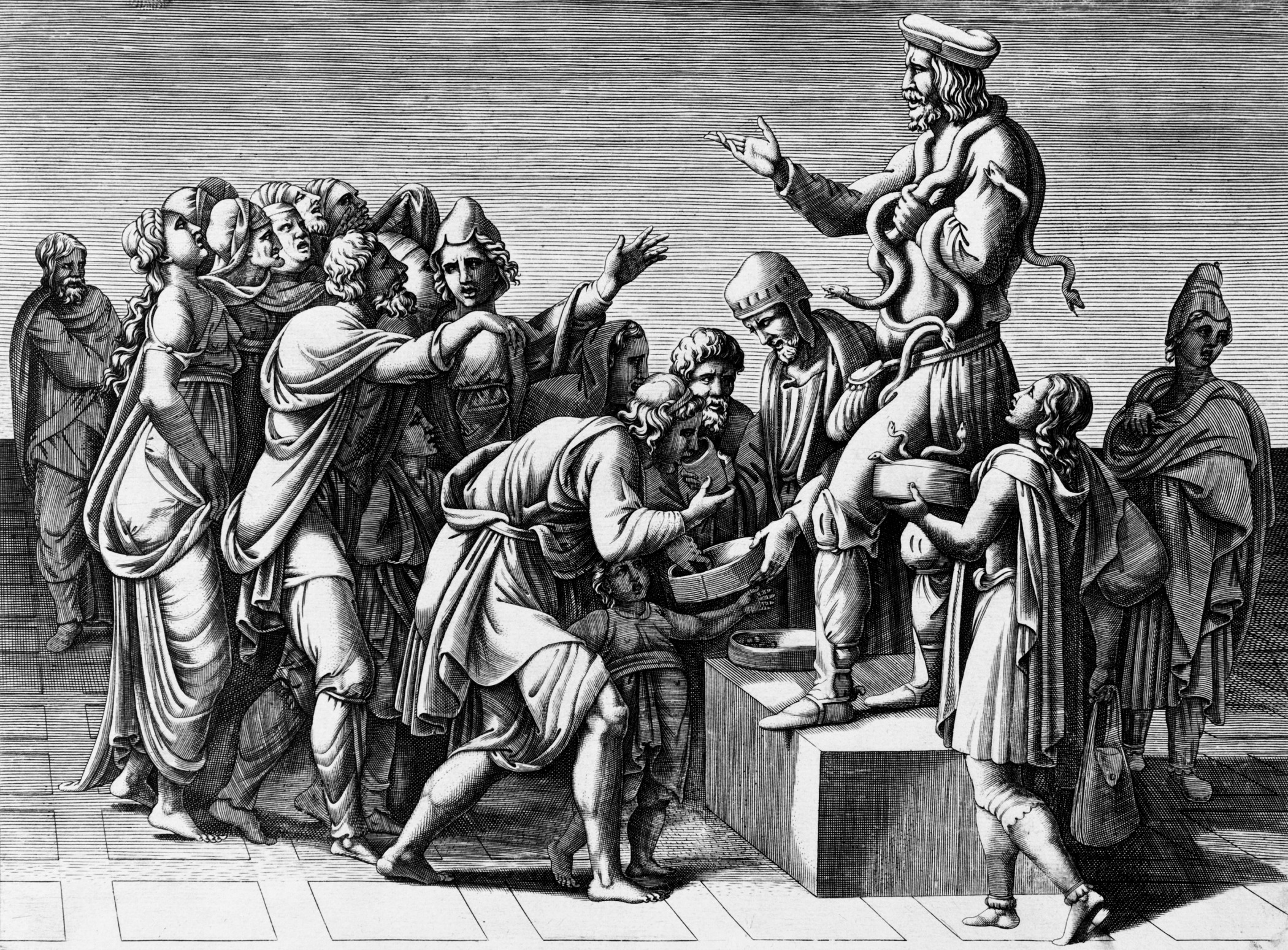
Stich The Snakeholder von Diana Scultori nach Giulio Romano

Diana Scultori (auch Diana Mantovana, früher fälschlich Diana Ghisi genannt; * 1547 in Mantua; † April 1612 in Rom) war eine italienische Kupferstecherin.

## Leben
Diana Scultori war die Tochter des Bildhauers und Kupferstechers Giovanni Battista Scultori aus Verona und seiner Frau Osanna aus Acquanegra sowie Schwester des Stechers Adamo Scultori. Sie war selbst künstlerisch tätig und fertigte vor allem zahlreiche Kupferstiche nach Werken Giulio Romanos im Palazzo Té in Mantua an. Ihre ersten Werke datieren bereits um 1560.
Um 1565 lernte sie in Mantua ihren künftigen Ehemann, den Bildhauer und Architekten Francesco Capriani da Volterra kennen, den sie später heiratete. Die beiden gingen 1575 zusammen nach Rom, wo Scultori als einzige Frau das päpstliche Privileg zur Publikation ihrer Druckgraphiken nach Giulio Romanos Fresken erhielt. Sie stach außerdem nach Werken weiterer Künstler wie Giulio Clovio, Daniele da Volterra, Federico Zuccari, Raffaellino da Reggio und nach antiken Skulpturen für das Stichwerk Speculum Romanae Magnificantiae. 1580 wurde sie als eine der ersten Frauen Mitglied der Virtuosi al Pantheon und der Compagnia di San Giuseppe di Terra Santa, was für ihre Anerkennung als Künstlerin spricht.
Capriani und Scultori lebten in Rom in der Nähe der Via della Scrofa. Aus der ersten Ehe ging ein Sohn, Giovanni Battista, hervor, der am 11. September 1577 in San Agostino getauft wurde. Nach Caprianis Tod heiratete sie 1596 erneut, diesmal den Architekten Giulio Pelosi, mit dem sie in der Via del Corso lebte.
Ihre Stiche wurden in Rom außer von ihr selbst von Antonio Lafreri, Claudio Duchetti und Orazio Pacifico herausgegeben. Diana Scultori war die erste Kupferstecherin, die auf ihren Druckplatten firmierte („DIANA MANTOVANA“ oder „DIANA CIVIS VOLATERRANA“ bzw. „DIANA INCIDEBAT“). Schon zu Lebzeiten anerkannt – etwa von Giorgio Vasari, der sich enthusiastisch über die erst neunzehnjährige Künstlerin äußerte, die er 1566 in Mantua kennenlernen durfte – wurden ihre Werke auch im 17. Jahrhundert von Vitenschreibern wie Giovanni Baglione als „molto belle“ gerühmt.
Diana Scultori starb Anfang April 1612 und wurde am 5. April in San Lorenzo in Lucina beigesetzt.